# Drydock Number One (Norfolk Naval Shipyard)
Drydock Number One (cale sèche numéro un) est la plus ancienne forme de radoub opérationnelle aux États-Unis ; elle est située au Norfolk Naval Shipyard de Portsmouth, en Virginie. Mise en service en 1834, elle est toujours utilisée en 2023.
Elle est déclarée National Historic Landmark en 1971,.